# Hutewald auf dem Hainig bei Lauterbach
Hutewald auf dem Hainig bei Lauterbach este o arie protejată (arie specială de conservare — SAC, sit de importanță comunitară — SCI) din Germania întinsă pe o suprafață de 5,15 ha, integral pe uscat.

## Localizare
Centrul sitului Hutewald auf dem Hainig bei Lauterbach este situat la coordonatele 50°37′24″N 9°25′05″E / 50.6233°N 9.4181°E.

## Înființare
Situl Hutewald auf dem Hainig bei Lauterbach a fost declarat sit de importanță comunitară în noiembrie 2004 pentru a proteja 1 specie de animale. Situl a fost protejat și ca arie specială de conservare în martie 2008.

## Biodiversitate
Situată în ecoregiunea continentală, aria protejată nu include niciun habitat protejat.
La baza desemnării sitului se află o specie protejată de  nevertebrate: Osmoderma eremita Complex